# Rutidea nigerica
Rutidea nigerica är en måreväxtart som beskrevs av Diane Mary Bridson. Rutidea nigerica ingår i släktet Rutidea och familjen måreväxter. IUCN kategoriserar arten globalt som sårbar. Inga underarter finns listade i Catalogue of Life.